# Bödakustens östra
Bödakustens östra är ett naturreservat nära Ölands norra udde ii Borgholms kommun i Kalmar län.
Området är naturskyddat sedan 1998 och är 1 021 hektar stort. Reservatet är beläget på nordöstra Öland mellan naturreservatet Trollskogen i norr och Böda camping i söder. Det består av tallbevuxna sanddyner och sandstrand.